# Federal de capell castany
El federal de capell castany (Chrysomus ruficapillus) és un ocell de la família dels ictèrids (Icteridae).

## Hàbitat i distribució
Habita aiguamolls de les terres baixes, des de Guaiana Francesa, cap al sud, a través de lAmazònia, est i sud-est del Brasil fins l'est i sud-est de Bolívia, Paraguai, Uruguai i nord de l'Argentina.